# Organotitaniumchemie
In de organotitaniumchemie, een onderdeel van de organometaalchemie, worden verbindingen bestudeerd waarin een directe binding tussen koolstof en titanium aanwezig is. Zowel de fysische als de chemische eigenschappen van organotitaniumverbindingen zijn onderwerp van studie. Deze groep verbindingen wordt gebruikt als reagens in de organische chemie.

## Geschiedenis
Hoewel de eerste poging een organotitaniumverbinding te bereiden al in 1861 ondernomen werd, duurde het tot 1953 voordat de eerste verbinding van deze groep gerapporteerd kon worden. In dat jaar werd titaniumfenyltri(isopropoxide) bereid door Herman en Nelson, uitgaande van titanium(IV)-iso-propoxide, fenyllithium en titanium(IV)chloride. Titanoceendichloride werd ontdekt in 1954 en de eerste methyltitaniumverbinding zag in 1959 het licht. Ziegler-Natta katalysatoren, de belangrijkste commerciële toepassing, volgden toen snel. In 1963 werd hiervoor de Nobelprijs voor de Scheikunde toegekend.
Hoewel derivaten (dimethyl- en dichloortitanoceen bekend zijn, is titanoceen zelf nog niet (januari 2012) bekend.

## Eigenschappen
De elektronenconfiguratie van titanium, [Ar]3d24s2, lijkt op die van koolstof, en bijgevolg overheerst in de titaniumchemie de vorm met oxidatiegetal +IV waarvoor bovendien in verbindingen ook een tetraëdrische geometrie geldt. Deze oxidatietoestand is de meest stabiele van titanium. De bindingslengte voor de Ti-C-binding is met een lengte van 210 pm voor de binding in tetrabenzyltitanium veel groter dan die voor de C-C-binding die slechts 154 pm lang is. Eenvoudige tetra-alkyltitaniumverbindingen zijn monomeer, zowel in de vaste toestand als gasvormig, de overeenkomstige alkoxy-verbindingen vormen doorgaans tetrameren.
Ten gevolge van de lage elektronegativiteit van titanium is de Ti-C-binding sterk gepolariseerd: koolstof is sterk negatief gepolariseerd. Effectief gedraagt koolstof zich in veel organotitaniumverbindingen als een carbanion. Organotitaniumverbindingen zijn Lewisbasen met vrije orbitalen die voor coördinatie gebruikt kunnen worden, waarbij octaëdrische complexen worden gevormd, zoals met 2,2'-bipyridine, een bidentaat ligand.

## Toepassingen
In de organische chemie vormen de organotitaniumverbindingen een belangrijke groep:
- De Ziegler-Natta katalysator (1954) wordt verkregen in een reactie tussen titanium(III)chloride en di-ethylaluminiumchloride. De katalysator is belangrijk in de polymerisatie van etheen.
- Methyltitaniumtrichloride CH3TiCl3 (1959) is een niet-basisch nucleofiel. Het wordt bij −78 °C in dichloormethaan bereid uit titanium(IV)chloride en dimethylzink. Het wordt toegepast in nucleofiele addities van methylgroepen aan carbonylgroepen SN1 methylering van alkylhalides. Methyltitaniumtriisopropoxide is een verwante verbinding die in situ van titanium(IV)-iso-propoxide, titanium(IV)chloride en methyllithium bereid wordt.[3]
- Het Tebbe-reagens (1978), verwant aan de Ziegler-Natta-katalysatoren, wordt bereid via titanoceendichloride en trimethylaluminium. Het wordt, net als methyltitaniumtrichloride (zie boven) toegepast om carbonylgroepen te methyleren. Het vormt een alternatief voor de Wittig-reactie als de carbonylgroepen sterisch erg gehinderd zijn of erg makkelijk enolen vormen.[4]
- Lombardo reagent reaction

Een ander methylerend reagens is het carbenoide Lombardo-reagens (1982) dat als een verbetering van het Dibroommethaan-Zinc-Titanium(IV)chloride-reagens gezien kan worden dat oorspronkelijk door Takai ontwikkeld werd (1978). Hiermee kunnen bijvoorbeeld ketenen omgezet worden in allenen:
- Petasis-reagensHet Petasis-reagens, of dimethyltitanoceen (1990) ontstaat in een reactie tussen titanoceendichloride en methyllithium in di-ethylether. In vergelijking met het Tebbe-reagens is het makkelijker te maken en te hanteren. Het reagens draagt ook een methyleengroep over op het substraat:[8]

- Het Tebbe-reagens reageert met eenvoudige alkenen tot titanocyclobutaanderivaten die beschouwd kunnen worden als stabiele alkeenmetathese intermediairen.[9] Deze verbindingen zijn zelf ook weer als reagens bruikbaar, zoals 1,1-bis(cyclopentadienyl)-3,3-dimethyltitanocyclobutaan, het adduct van het Tebbe-reagens met isobuteen.
- De Kulinkovich-reactie is een manier om een cyclopropaanring te maken uitgaande van een Grignardreagens en een ester. In de eerste stap wordt via een transmetallering een dialkyltitanium-intermediair gevormd.

## Navigatie
Navigatie Koolstof-elementbinding